# Benta
Een benta is een Surinaams snaarinstrument dat in gebruik is bij de Saramaccaners.
Er zijn verschillende soorten:
- kede-benta of papai-benta: dit is een duimpiano en wordt in Afrika wel likembe, mbira en sanza.[2]
- golu-benta: dit is een uitgeholde kalebas waarop snaren zijn gespannen en wordt in Ghana primprimsua en in Sierra Leone congoma genoemd.[2]